# 新4号国道
新4号国道（しん4ごうこくどう）は、国道4号の慢性的な交通混雑を解消するため計画された大規模なバイパスの一つで、埼玉県越谷市から栃木県宇都宮市までの区間を結ぶ下記の5バイパスを指す総称である。新4号バイパスとも。総延長80.5 km。1968年（昭和43年）より事業に着手し、1992年（平成4年）に全区間が開通した。地域高規格道路としては春日部古河バイパスの五霞IC以北が茨城西部・宇都宮広域連絡道路に指定されている。
自動車専用道路ではないので自転車や原動機付自転車、小型特殊自動車も通行可能だが、本線走行の際は普通自動車等との速度差に注意が必要である。また、自転車や小型特殊自動車は側道の通行が認められている。
5つのバイパスが一本の路線となっているため、計5路線についてまとめて記す。

## 概要

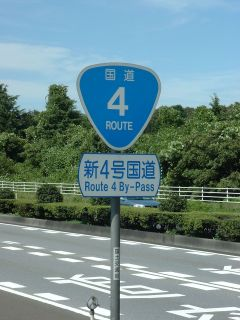
新4号国道の路線サイン 栃木県河内郡上三川町石田

- 起点：埼玉県越谷市大字下間久里字前田60番1[2]
- 終点：栃木県宇都宮市平出工業団地2番3[2]
- 総延長：80.355 km[2]
- 道路の区分：3種1級
- 設計速度：80 km/h（ランプ40 km/h）
- 制限速度：60 km/h[3]
- 最小曲線半径：1000 m
- 最急縦断勾配：4.0 %
- 横断勾配：2.0 %

### 越谷春日部バイパス
- 起点：埼玉県越谷市下間久里
- 終点：埼玉県春日部市下柳
- 延長：8.3 km
- 車道幅員：26.5 m（4車線）

埼玉県越谷市下間久里から、春日部市下柳に至る延長8.3 kmの区間。5路線のうち、最も早く全通した（1977年全線開通）。越谷市下間久里で、国道4号の現道（日光街道、古河・春日部方面）を分けると若干交通量は減り、4車線の道となる（ちなみに、下間久里の分岐までの国道4号（草加バイパス）は首都圏屈指の混雑路線である）。東武伊勢崎線および起点の下間久里交差点（国道4号分岐）が立体交差になっている。越谷市の一部区間は、1990年代に2車線から4車線に拡幅された。春日部市水角で東埼玉道路一般部との接続が計画されている。終点の庄和ICは、かつて北葛飾郡庄和町だった地域に位置している。水角から庄和ICまでは拡幅の上、中央部に東埼玉道路専用部を建設する計画である。また、庄和ICから宇都宮・小山方面へは春日部古河バイパスとなる。

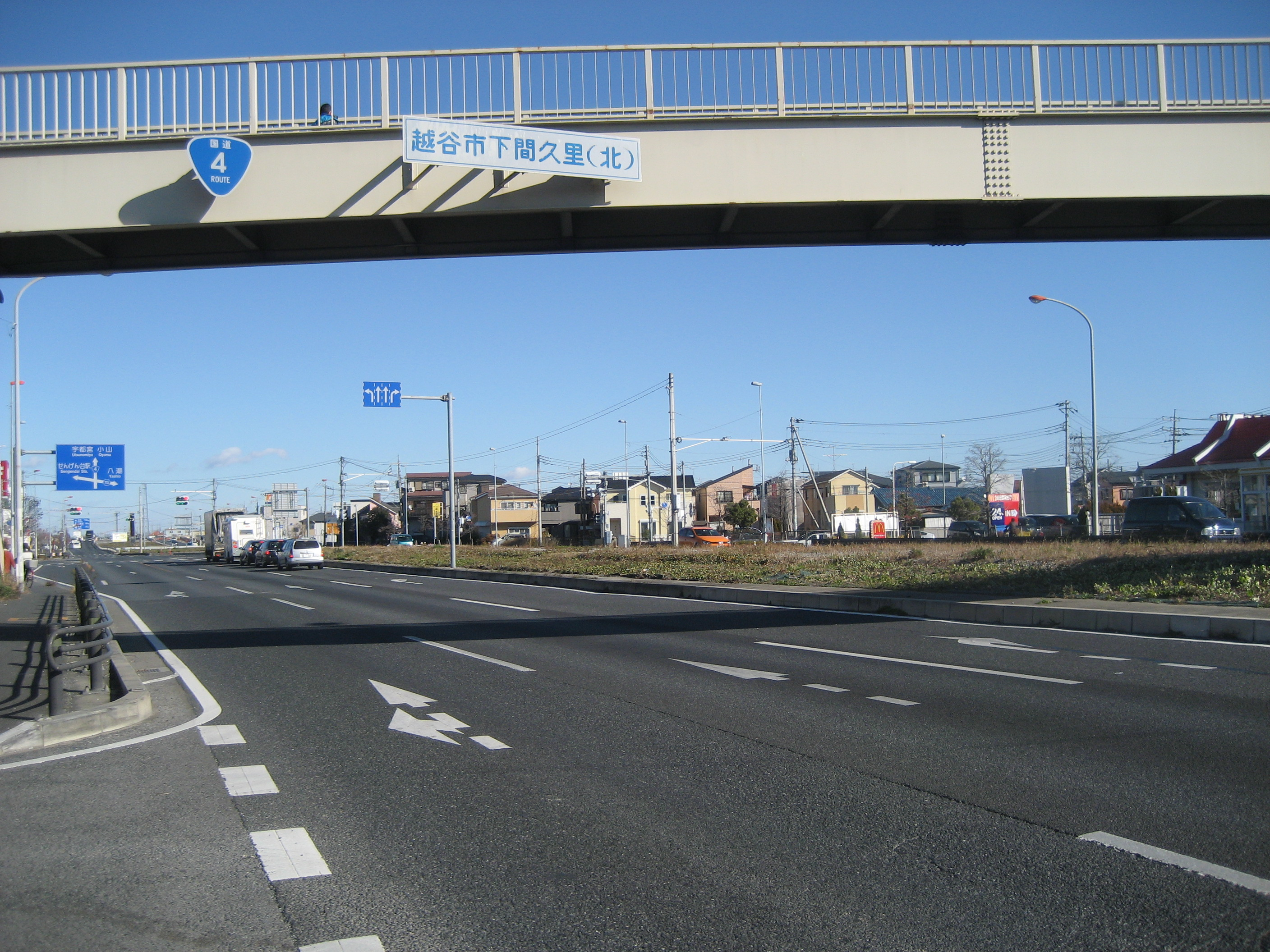
埼玉県越谷市内
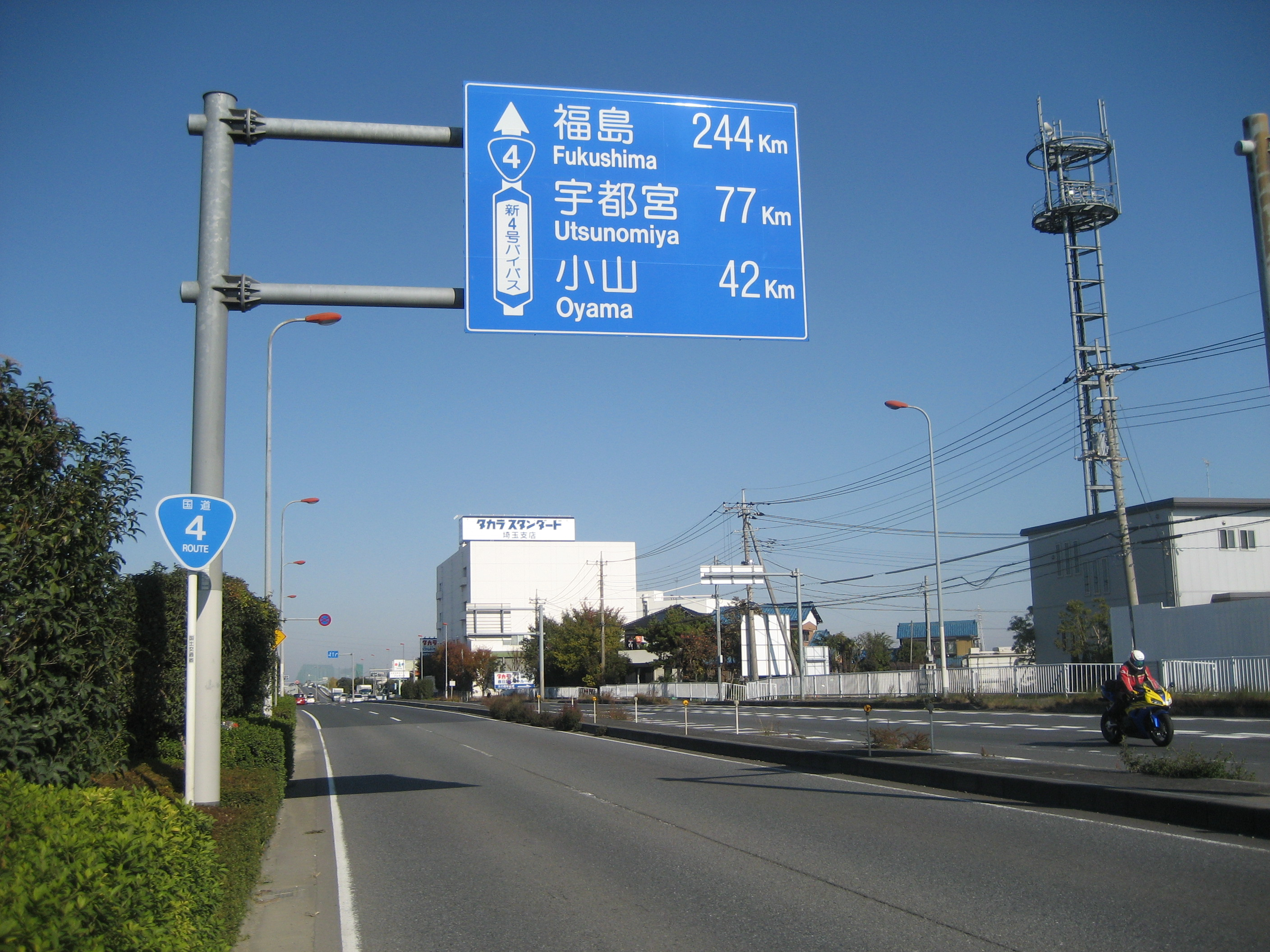
越谷春日部バイパス 埼玉県春日部市内

### 春日部古河バイパス
- 起点：埼玉県春日部市下柳
- 終点：茨城県古河市柳橋
- 延長：21.6 km
- 車道幅員
  - 埼玉県内：29.0 m（4車線）
  - 茨城県内
    - 盛土部：28.5 m（6車線）
    - 高架部：26.7 m（6車線）

春日部市下柳から利根川を横断し（新利根川橋）、茨城県古河市柳橋に至る延長21.6 kmの区間。1987年度に暫定2車線で全通した。
見渡す限りの田圃の中を走る。埼玉県内は国道16号と交差する庄和ICのみが立体交差でそれ以外は平面交差のため、信号が多い区間が続く。茨城県内では県道など7箇所を立体交差する計画であり、新利根川橋（かつては有料道路で、2001年に無料開放された）前後の国道354号と交差する塚崎交差点（境跨道橋）と五霞交差点（五霞跨道橋）および圏央道、道の駅ごか前交差点（幸主跨道橋、下り線のみ）、久能交差点（向坪跨道橋）がすでに立体交差になっている。また、埼玉県内では中央分離帯がコンクリート製の壁になっている。
4車線供用に向けて拡幅工事が春日部寄りから行われ、2009年（平成21年）1月30日に春日部市の庄和IC北交差点 - 立野西交差点間（1.7 km）で、2010年（平成22年）3月29日には立野西交差点 - 椿南交差点間（2.5 km）で、残りの椿南交差点 - 古河市柳橋間（17.3 km）は2015年（平成27年）3月26日に埼玉県内で、翌3月27日に茨城県内でそれぞれ4車線化され、全線4車線化および新4号国道全区間の多車線化が完了した。並行して茨城県猿島郡五霞町では首都圏中央連絡自動車道（圏央道）と接続する五霞ICの整備が進められ、同年3月29日に供用が開始された。現在、茨城県内においては交差点の立体化や6車線化の工事に順次着手している。終点の柳橋交差点は、かつて猿島郡総和町だった地域に位置している。ここから宇都宮・小山方面へは古河小山バイパスとなる。
庄和IC - 五霞ICは、「東埼玉道路延伸」の構想があり、東京圏都市圏自専道の候補路線に指定されている。また、春日部古河バイパスの五霞IC以北は「茨城西部・宇都宮広域連絡道路」として地域高規格道路の計画路線に指定されている。

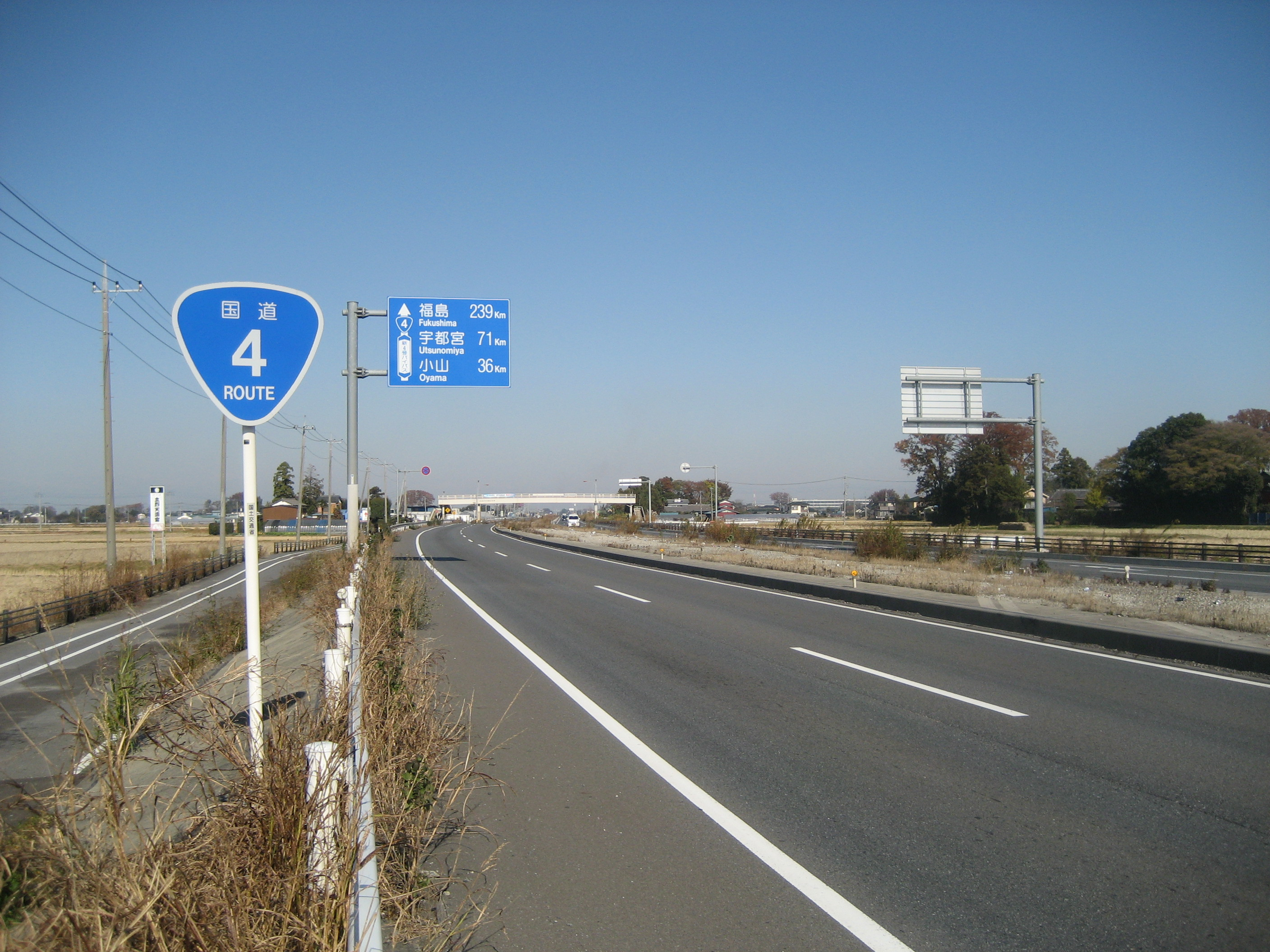
春日部古河バイパス 埼玉県春日部市内
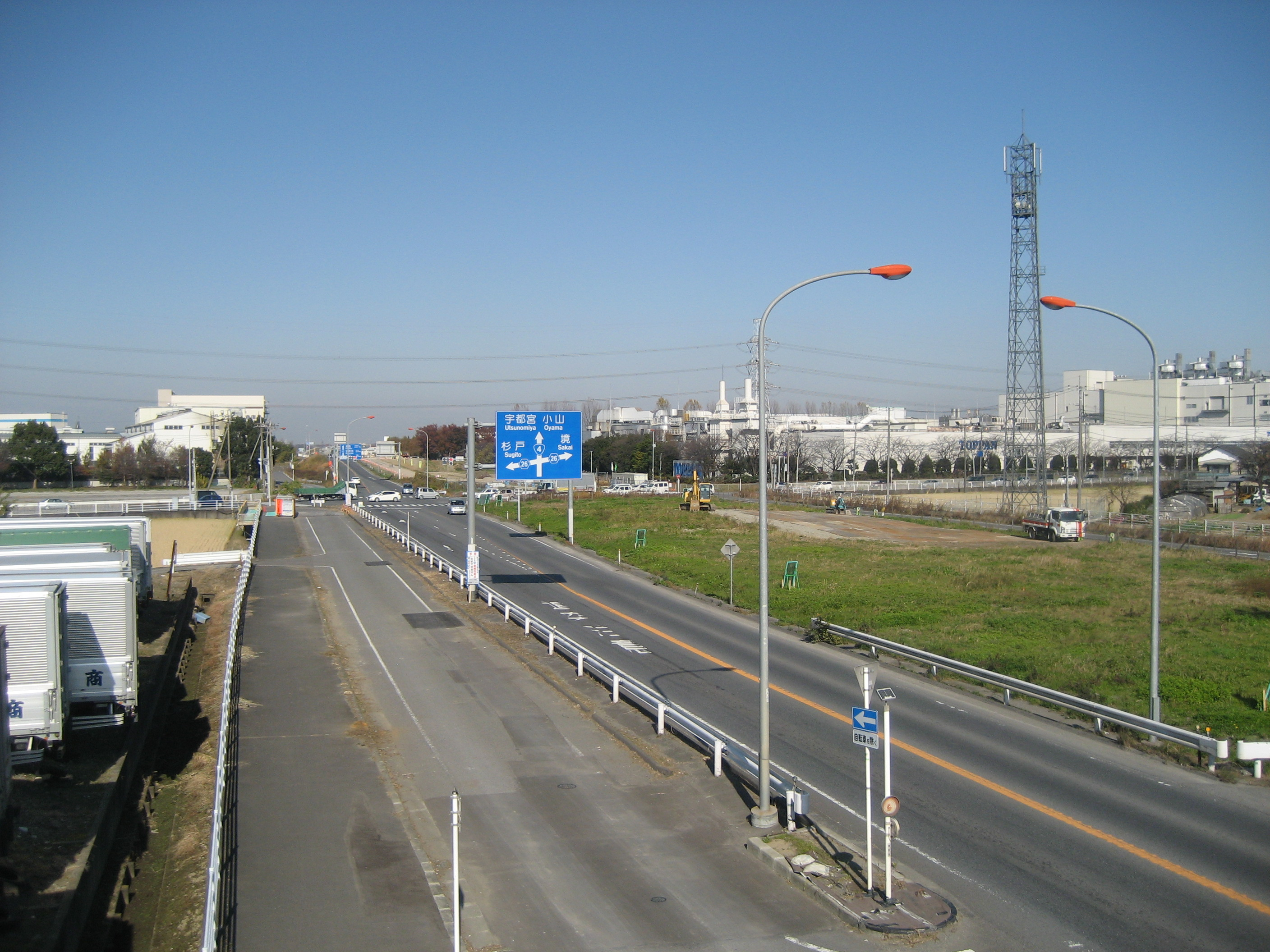
埼玉県幸手市内（4車線化前）
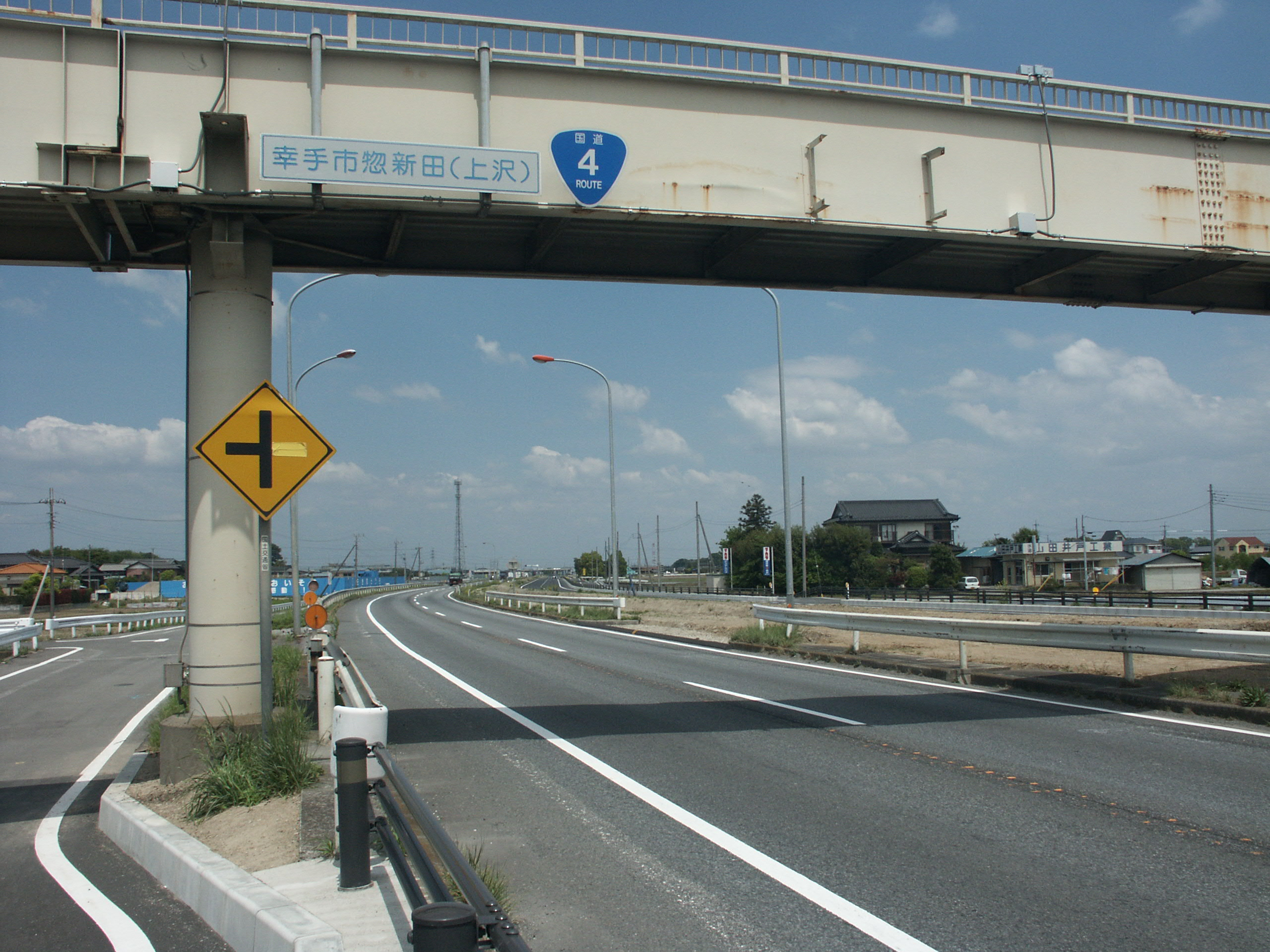
埼玉県幸手市惣新田付近（4車線化後）
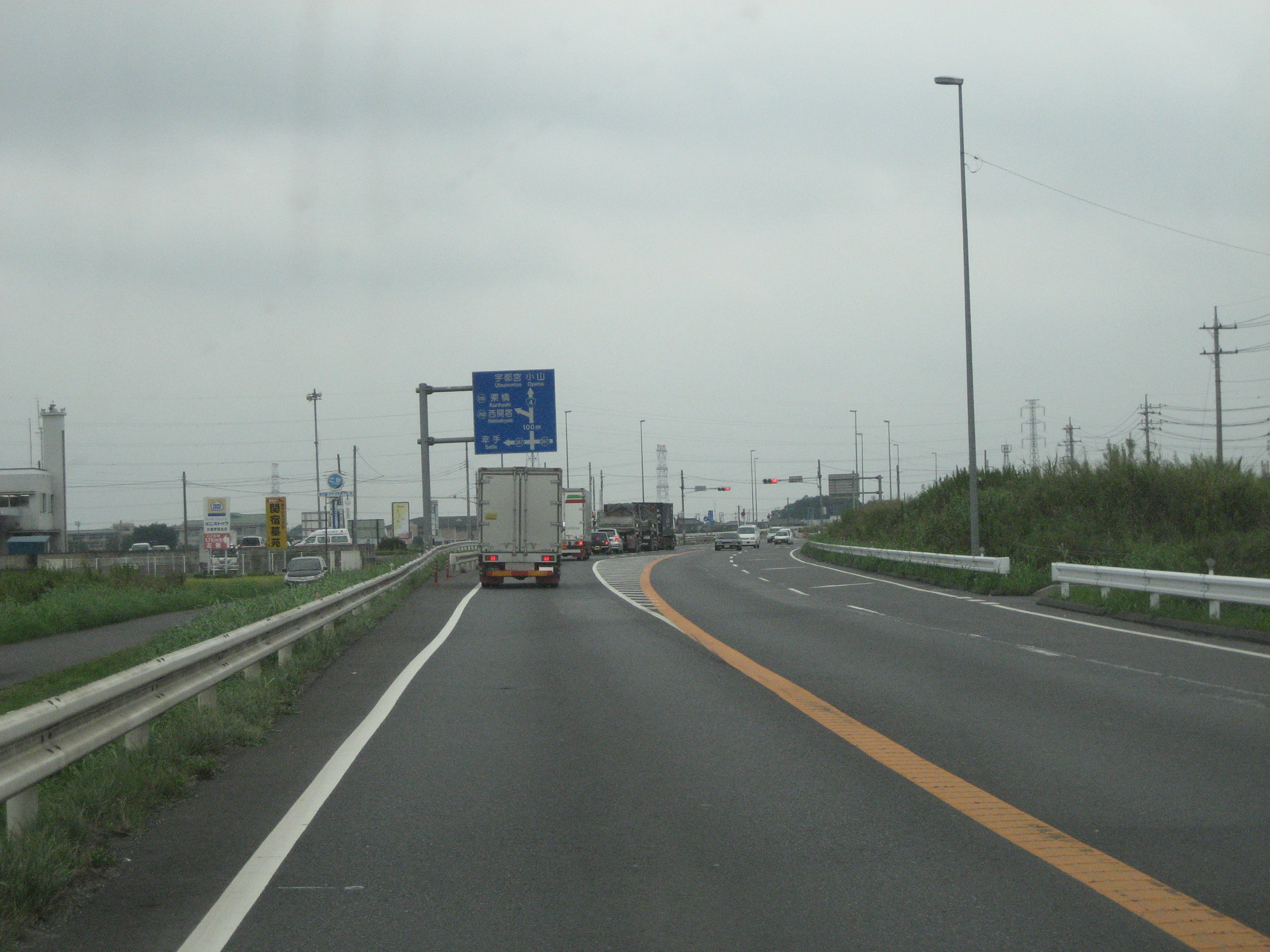
茨城県猿島郡五霞町内（4車線化前）
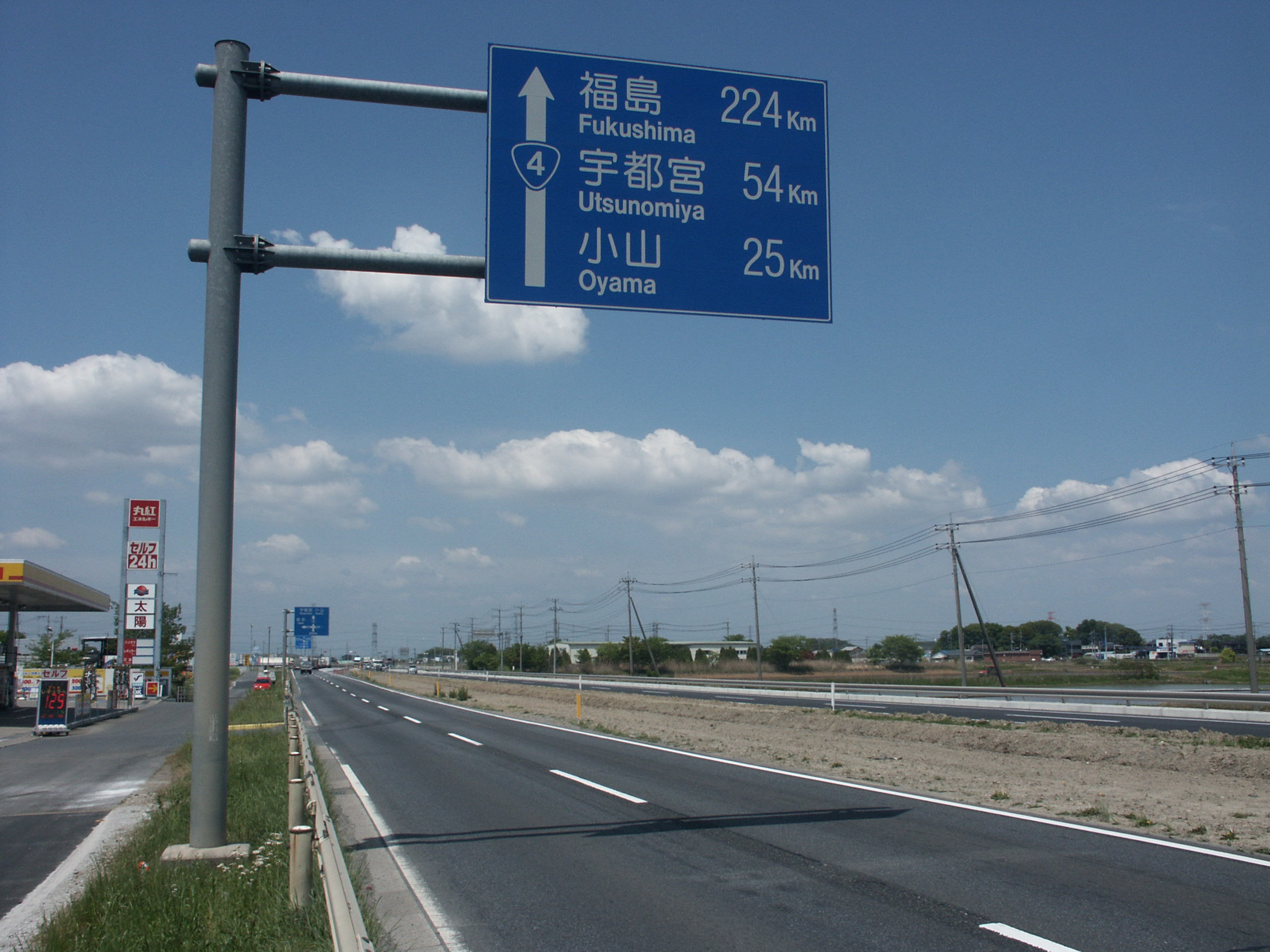
茨城県猿島郡五霞町元栗橋付近（4車線化後）

### 古河小山バイパス
- 起点：茨城県古河市柳橋
- 終点：茨城県結城市小田林
- 延長：15.9 km
- 車道幅員
  - 盛土部：28.5 m（6車線）
  - 高架部：26.7 m（6車線）

古河市柳橋から結城市小田林に至る延長15.9 kmの区間。1987年（昭和62年）に最初の区間が完成した、5路線の中で最も新しい路線である。国道125号および県道など5箇所を立体交差する。全線が「茨城西部・宇都宮広域連絡道路」として地域高規格道路の計画路線に指定されている。
柳橋跨道橋から6車線となる。2005年（平成17年）6月28日に柳橋跨道橋が4車線化され、全線4車線となった。さらに2008年度（平成20年度）以降に6車線化が順次行われ、2016年（平成28年）12月26日には古河市柳橋 - 大和田間（3.8 km）の6車線化工事が完了、高架部を含め全線6車線化された。柳橋跨道橋以北は石橋宇都宮バイパスの終点まで再び中央分離帯がコンクリート製の壁になる。小規模な交差点には信号機が設置されている。朝・夕に上り下りともに混雑する。終点の小田林（西）交差点は、結城市の西部に位置している。ここから那須塩原・宇都宮方面へは小山石橋バイパスとなる。

### 小山石橋バイパス
- 起点：茨城県結城市小田林
- 終点：栃木県河内郡上三川町下蒲生
- 延長：16.25 km
- 車道幅員
  - 盛土部：28.5 m（6車線）
  - 高架部：19.7 m（4車線）

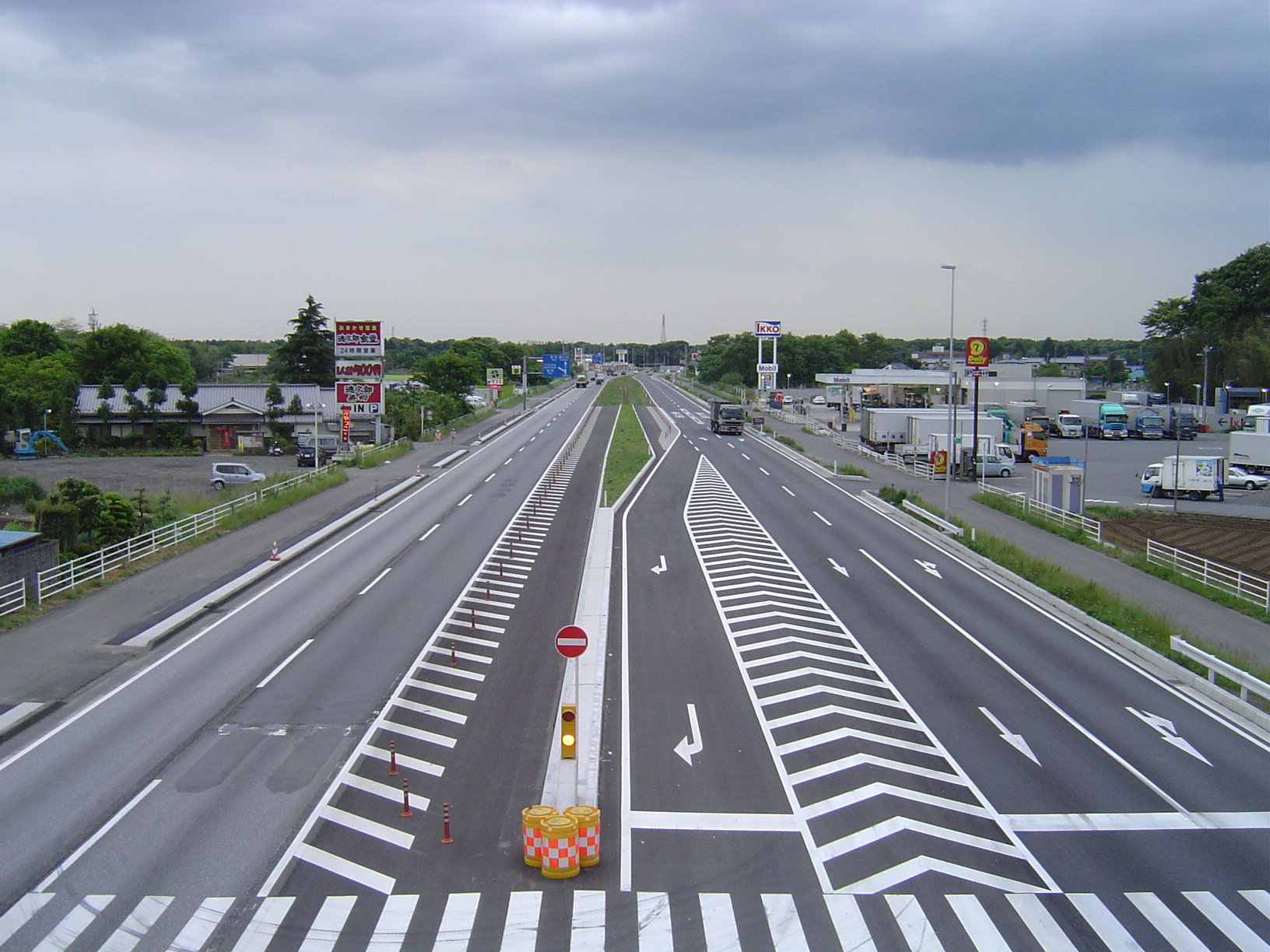
新4号国道 栃木県小山市出井付近。中央部分が6車線用地となっている。（現在は6車線化済み）

結城市小田林から栃木県河内郡上三川町下蒲生に至る延長16.25 kmの区間で、1986年（昭和61年）に暫定2車線で全通した。JR水戸線、国道50号および県道など8箇所を立体交差する。全線が「茨城西部・宇都宮広域連絡道路」として地域高規格道路の計画路線に指定されている。
国道50号と交差する結城跨道橋から先の小山石橋バイパスおよび石橋宇都宮バイパスの高架部は4車線となる。2005年（平成17年）4月11日に坪山高架橋が4車線で開通し、栃木県内全線が4車線化された。また、後に6車線化工事が順次行われ、2013年（平成25年）4月26日に薬師寺第2跨道橋 - 下蒲生第1跨道橋の間の6車線化工事が完了、高架部を除き全線6車線となった。信号機が少なく直線道路や緩やかなカーブが続く。終点の上三川交差点は上三川町の南部に位置している。ここから那須塩原・宇都宮方面へは石橋宇都宮バイパスとなる。

### 石橋宇都宮バイパス
- 起点：栃木県河内郡上三川町下蒲生
- 終点：栃木県宇都宮市平出工業団地
- 延長：18.65 km
- 車道幅員
  - 盛土部：28.5 m（6車線）
  - 高架部：19.7 m（4車線）

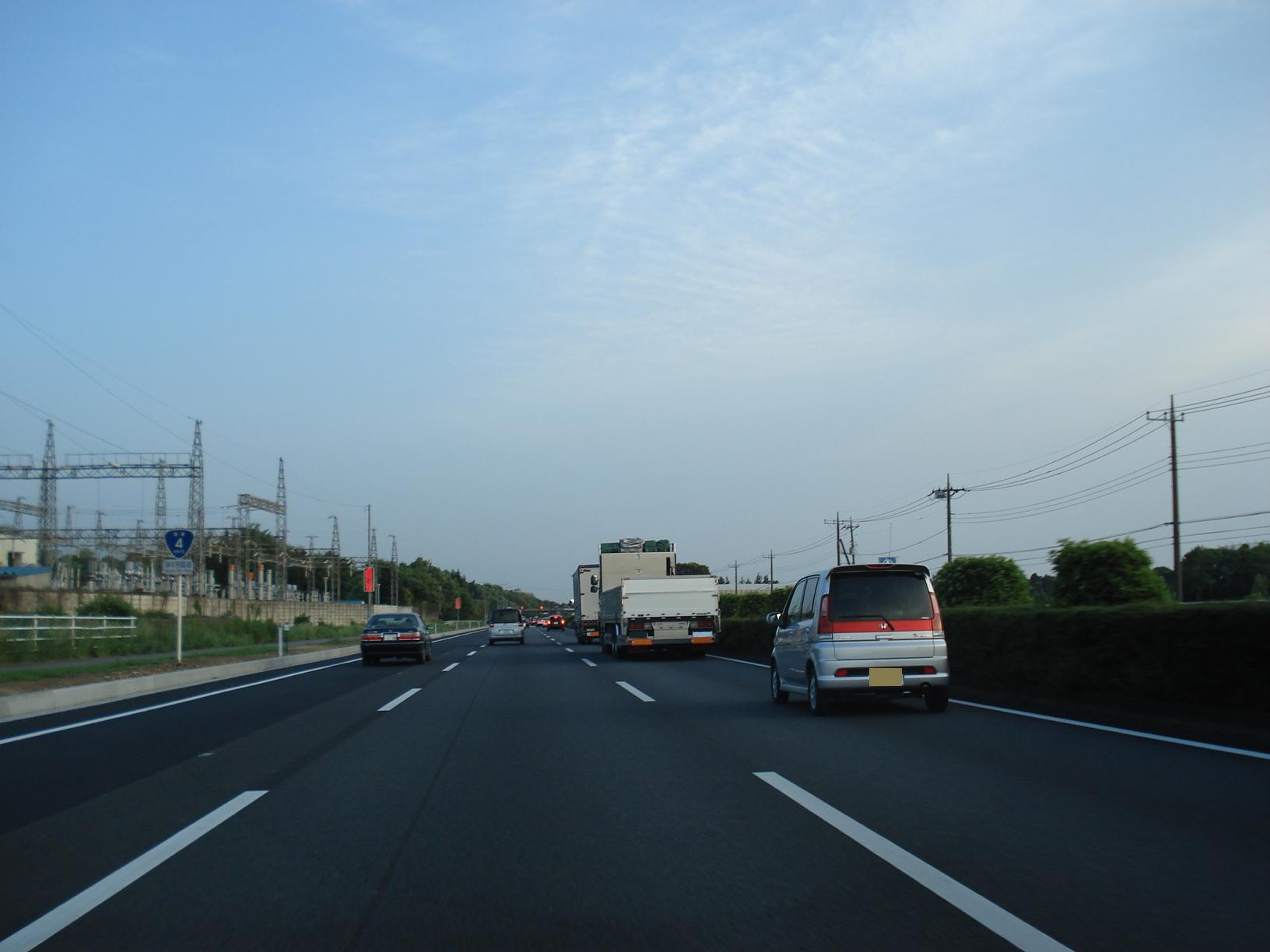
新4号国道 栃木県河内郡上三川町石田付近。
左側は日産自動車栃木工場。この付近は6車線となっている。

上三川町下蒲生から宇都宮市平出工業団地に至る延長18.65 kmの区間。2000年度（平成12年度）に北関東自動車道の部分供用に合わせて全線4車線化された。国道352号、国道121号、国道123号、国道4号の4箇所および北関東自動車道、その他県道など9箇所（下蒲生第2跨道橋を含まない）を立体交差する。全線が「茨城西部・宇都宮広域連絡道路」として地域高規格道路の計画路線に指定されている。

宇都宮市内に入ると交通量が格段に増え、時間帯によっては渋滞も起きる。宇都宮市内の区間は宇都宮環状道路（通称「宮環」）の東側区間を兼ねている。宇都宮市街地への道路を分けてしばらくすると、平出工業団地交差点で国道4号の現道（奥州街道）に突き当たり、新4号国道はここで終点となる。ここから福島方面へは、北東方向にルートを変える。そのまま立体交差（アンダーパス）を直進すると国道119号宇都宮環状北道路となり、宇都宮環状道路の北側区間へと続く。
また、全線6車線化供用に向けた事業が行われ、2011年までに日産自動車栃木工場付近の上蒲生高架橋 - 下栗跨道橋にかけてなど6車線化工事が完成、供用された。後の2013年（平成25年）3月21日に上三川町上蒲生地区（1.0 km）が6車線化され、高架部を除き全線6車線化が完了した。

## 歴史
- 1965年（昭和40年） : 調査に着手。
- 1968年（昭和43年）度 : 越谷春日部バイパス・事業着手、用地買収着手。
- 1970年（昭和45年）度 : 石橋宇都宮バイパス・事業着手、用地買収着手。
- 1972年（昭和47年）度 : 小山石橋バイパス・事業着手。石橋宇都宮バイパス・工事着手。
- 1973年（昭和48年）度 : 古河小山バイパス・事業着手。小山石橋バイパス・用地買収着手。
- 1974年（昭和49年）
  - 年度 : 春日部古河バイパス・事業着手。小山石橋バイパス・工事着手。
  - 8月5日 : 石橋宇都宮バイパス・上三川地区（5.4 km）が開通（暫定2車線）。順次立体化整備。
- 1976年（昭和51年）4月1日 : 小山石橋バイパス・田川橋が開通（暫定2車線）。
- 1977年（昭和52年）4月 : 越谷春日部バイパスが全線開通（暫定2車線）。
- 1978年（昭和53年）12月26日 : 石橋宇都宮バイパス・宇都宮市内（3.8 km）が開通（暫定2車線、西刑部町 - さるやま町間4車線）。
- 1980年（昭和55年）9月2日 : 小山石橋バイパス（9.7 km）が開通。石橋宇都宮バイパス・磯岡跨道橋が開通（暫定2車線）。
- 1981年（昭和56年）
  - 年度 : 古河小山バイパス・用地買収着手。
  - 4月1日 : 春日部古河バイパス（7.2 km）が開通。新利根川橋が開通（暫定2車線）。
- 1983年（昭和58年）3月24日 : 石橋宇都宮バイパス・石井高架橋が開通（暫定2車線）。
- 1984年（昭和59年）
  - 3月 : 春日部古河バイパス・埼玉県内が全線開通（暫定2車線）。
  - 7月4日 : 石橋宇都宮バイパス・宇都宮市内平出 - 平出工業団地間が開通し、全線開通（暫定2車線）。
- 1985年（昭和60年）
  - 3月15日 : 春日部古河バイパス・猿島郡境町塚崎 - 猿島郡総和町柳橋間が開通（暫定2車線）。
  - 年度 : 古河小山バイパス・工事着手。
  - 12月13日 : 石橋宇都宮バイパス・とちの実橋が開通（暫定2車線）。
- 1986年（昭和61年）12月10日 : 小山石橋バイパス・結城市小田林 - 小山市鉢形間が開通し、全線開通（暫定2車線）。
- 1987年（昭和62年）
  - 9月3日 : 春日部古河バイパス・猿島郡総和町内久能 - 柳橋間が開通し、全線開通（暫定2車線）。
  - 11月12日 : 古河小山バイパス（4.2 km）が開通（暫定2車線）。
- 1988年（昭和63年）
  - 年度 : 石橋宇都宮バイパス・順次暫定4車線整備。
  - 6月1日 : 石橋宇都宮バイパス・宇都宮市内さるやま町 - 平出間が4車線での供用開始。
- 1989年（平成元年）12月22日 : 石橋宇都宮バイパス・宇都宮市内平出 - 平出工業団地間が4車線での供用開始。
- 1990年（平成2年）10月16日 : 古河小山バイパス・猿島郡三和町内上大野東 - 上片田西間が開通（暫定2車線）。
- 1992年（平成4年）4月8日 : 古河小山バイパス・猿島郡総和町上片田西 - 結城市小田林間が開通（暫定2車線）し、新4号国道全線開通。
- 1993年（平成5年）
  - 年度 : 越谷春日部バイパス・越谷高架橋が完成、4車線での供用開始。古河小山バイパス・順次4車線化、立体交差化。小山石橋バイパス・順次4車線化、交差点立体化。石橋宇都宮バイパス・河内郡上三川町内上蒲生 - 石田間が4車線での供用開始。
  - 10月26日 : 古河小山バイパス・総和町 - 猿島郡三和町間がゆずり車線の供用開始。
- 1994年（平成6年）
  - 3月4日 : 石橋宇都宮バイパス・河内郡上三川町地先のゆずり車線が供用開始。
  - 3月24日 : 古河小山バイパス・小山市東野地区のゆずり車線が供用開始。
  - 3月28日 : 小山石橋バイパス・河内郡南河内町地先のゆずり車線が供用開始。
  - 年度 : 越谷春日部バイパス・越谷高架橋 - 平方間が4車線での供用開始。
  - 12月 : 春日部古河バイパス - 石橋宇都宮バイパス・首都圏中央連絡自動車道五霞IC - 東北自動車道宇都宮IC（国道119号）が、地域高規格道路の計画路線の茨城西部・宇都宮広域連絡道路に指定。
- 1995年（平成7年）
  - 8月 : 春日部古河バイパス - 古河小山バイパス・首都圏中央連絡自動車道五霞IC - 国道125号、石橋宇都宮バイパス・北関東自動車道宇都宮上三川IC - 平出工業団地が整備区間に指定。
  - 10月30日 : 古河小山バイパス・小山市横倉地区のゆずり車線が供用開始。
  - 12月18日 : 小山石橋バイパス・坪山高架橋が供用開始（暫定2車線）。
- 1996年（平成8年）
  - 2月29日 : 石橋宇都宮バイパス・砂田高架橋が供用開始（暫定2車線）。
  - 3月25日 : 柳橋跨道橋が供用開始（暫定2車線）。
  - 7月26日 : 越谷春日部バイパス・越谷市平方 - 春日部市赤沼間が4車線での供用開始。
  - 8月 : 古河小山バイパス - 石橋宇都宮バイパス・国道125号 - 北関東自動車道宇都宮上三川ICが整備区間に指定。
- 1997年（平成9年）3月24日 : 古河小山バイパス・田間跨道橋が供用開始。
- 1998年（平成10年）度 : 石橋宇都宮バイパス・河内郡上三川町石田 - 砂田高架橋間が4車線での供用開始。
- 2000年（平成12年）
  - 3月29日 : 越谷春日部バイパス・春日部市赤沼 - 北葛飾郡庄和町永沼間が4車線での供用開始。
  - 7月 : 石橋宇都宮バイパス・下蒲生第一跨道橋 - 河内郡上三川町上蒲生間が4車線での供用開始し、一般部全線4車線での供用開始。
  - 7月27日 : 北関東自動車道 宇都宮上三川IC開通。
- 2001年（平成13年）
  - 3月22日 : 越谷春日部バイパス・北葛飾郡庄和町内永沼 - 下柳間が4車線での供用開始。
  - 年度 : 古河小山バイパス・東野田跨道橋が供用開始。小山石橋バイパス・鉢形第一跨道橋が供用開始（暫定2車線）。
  - 4月7日 : 春日部古河バイパス・新利根川橋が無料開放。
  - 6月5日 : 石橋宇都宮バイパス・久部高架橋が供用開始（暫定2車線）。
  - 7月9日 : 越谷春日部バイパス・北葛飾郡庄和町内下柳地先が4車線での供用開始し、全線4車線での供用開始。庄和インターが供用開始（暫定2車線）。
  - 8月29日 : 春日部古河バイパス・境跨道橋が供用開始（暫定2車線）。
  - 10月2日 : 小山石橋バイパス・上野原跨道橋が供用開始（暫定2車線）。
  - 12月10日 : 古河小山バイパス・大和田跨道橋が供用開始（暫定2車線）。
- 2002年（平成14年）度 : 春日部古河バイパス・五霞跨道橋が供用開始（暫定2車線）。
- 2003年（平成15年）7月10日 : 石橋宇都宮バイパス・久部高架橋が完成し、全線4車線での供用開始。
- 2005年（平成17年）
  - 2月28日 : 古河小山バイパス・大和田跨道橋 - 上片田跨道橋、小山石橋バイパス・結城跨道橋 - 坪山高架橋間が4車線での供用開始。
  - 3月27日 : 春日部古河バイパス・北葛飾郡庄和町大字上柳に「道の駅庄和」がオープン。
  - 4月11日 : 小山石橋バイパス・鉢形第二跨道橋、坪山高架橋が完成し、全線4車線での供用開始。
  - 4月23日 : 春日部古河バイパス・猿島郡五霞町大字幸主に「道の駅ごか」がオープン。
  - 6月28日 : 古河小山バイパス・柳橋跨道橋が完成し、全線4車線での供用開始。
- 2007年（平成19年）
  - 2月2日 : 石橋宇都宮バイパス・砂田高架橋が瑞穂野団地入口交差点のすりつけ工事のため通行止めになる。
  - 年度 : 小山石橋バイパス・坪山高架橋 - 薬師寺第2跨道橋、石橋宇都宮バイパス・上蒲生高架橋 - 下栗跨道橋、久部高架橋 - とちの実橋、平出第2跨道橋 - 平出工業団地間が6車線での供用開始。
  - 6月30日 : 石橋宇都宮バイパス・瑞穂野跨道橋が開通、砂田高架橋と連結。
- 2008年（平成20年）度 : 古河小山バイパス・古河市上片田 - 結城跨道橋、小山石橋バイパス・小田林跨道橋 - 坪山高架橋間が6車線での供用開始。
- 2009年（平成21年）1月30日 : 春日部古河バイパス・春日部市上柳（庄和IC北交差点） - 立野（立野西交差点）間（1.7 km）が4車線での供用開始。
- 2010年（平成22年）
  - 1月20日 : 石橋宇都宮バイパス・宇都宮市石井地先の問屋町交差点を立体化、久部高架橋と連結。
  - 3月29日 : 春日部古河バイパス・春日部市立野（立野西交差点） - 倉常（椿南交差点）間（2.5 km）が4車線での供用開始。
- 2011年（平成23年）
  - 3月26日 : 小山石橋バイパス・下野市薬師寺（薬師寺交差点）に「道の駅しもつけ」がオープン。
  - 8月23日 : 石橋宇都宮バイパス・宇都宮市平出地区（1.0 km）が6車線での供用開始。
- 2012年（平成24年）10月23日 : 古河小山バイパス・古河市大和田 - 上片田（3.0 km）間が6車線での供用開始。
- 2013年（平成25年）
  - 3月21日 : 石橋宇都宮バイパス・上三川町上蒲生地区（1.0 km）の6車線化により、全線6車線化。
  - 4月26日 : 小山石橋バイパス・下野市薬師寺（薬師寺交差点） - 上三川町下蒲生（上三川交差点）間（3.9 km）の6車線化により、全線6車線化。
  - 7月7日 : 古河小山バイパス・古河市大和田に「道の駅まくらがの里こが」がオープン。
- 2014年（平成26年）3月28日 : 庄和インターが4車線での供用開始。
- 2015年（平成27年）
  - 3月26日 - 27日 : 春日部古河バイパス・春日部市倉常 - 古河市柳橋間が4車線での供用開始し、全線4車線での供用開始。向坪跨道橋（下り）が供用開始。
  - 3月29日 : 首都圏中央連絡自動車道（圏央道） 五霞IC開通。
  - 7月15日 : 春日部古河バイパス・向坪跨道橋（上り）が供用開始。
- 2016年（平成28年）12月26日 : 古河小山バイパス・古河市柳橋 - 大和田間（3.8 km）の6車線化により、全線6車線化[8][6]。
- 2019年（令和元年）10月23日 : 春日部古河バイパス・五霞跨道橋（下り）が供用開始[9]。
- 2021年（令和3年）9月22日 : 春日部古河バイパス・幸主跨道橋（下り）が供用開始[10]。

## 路線状況

### 交通量
2005年度（平成17年度道路交通センサスより）
平日24時間交通量（台）
- 越谷市平方1022：43,370
- 北葛飾郡杉戸町椿764：23,615
- 猿島郡境町高野1724：24,188
- 古河市大和田1834：37,968
- 小山市東野田383-1：36,790
- 小山市中久喜1524-22：40,255
- 河内郡上三川町上蒲生2732-1：48,985
- 宇都宮市砂田町2：61,822
- 宇都宮市下栗町643：59,212
- 宇都宮市石井町3281：63,669
- 宇都宮市平出3675：47,783

## 地理

### 通過する自治体
- 埼玉県
  - 越谷市 - 春日部市 - 北葛飾郡杉戸町 - 幸手市
- 茨城県
  - 猿島郡五霞町 - 古河市 - 猿島郡境町 - 古河市 - 猿島郡境町 - 古河市
- 栃木県
  - 小山市
- 茨城県
  - 結城市
- 栃木県
  - 小山市 - 下野市 - 河内郡上三川町 - 宇都宮市

### 交差する道路
- 上側が起点側、下側が終点側。左側が上り側、右側が下り側。
- 交差する道路は、県道以上の道路および立体交差をするもしくは立体交差をする計画の道路。特記がないものは市町道。

| 交差する道路など                                   | 交差する道路など                     | 交差する場所 | 交差する場所                | 交差する場所                | 交差する場所   |
| -------------------------------------------------- | ------------------------------------ | ------------ | --------------------------- | --------------------------- | -------------- |
| 国道4号（草加バイパス）上野・草加方面              |                                      |              |                             |                             |                |
| 埼玉県道49号足立越谷線                             | 国道4号 古河・春日部方面             | 埼玉県       | 越谷市                      | 越谷高架橋                  | 下間久里       |
| 埼玉県道115号越谷八潮線                            | せんげん台駅方面                     | 埼玉県       | 越谷市                      | 下間久里高架橋（計画中）    | 下間久里（北） |
| 新方川                                             | 新方川                               | 埼玉県       | 越谷市                      | 新方川橋                    | 新方川橋       |
| 埼玉県道80号野田岩槻線                             | 埼玉県道80号野田岩槻線               | 埼玉県       | 越谷市                      | 平方                        | 平方           |
| 大落古利根川                                       | 大落古利根川                         | 埼玉県       | 越谷市                      | 古利根川橋                  | 古利根川橋     |
| 大落古利根川                                       | 大落古利根川                         | 埼玉県       | 春日部市                    | 古利根川橋                  | 古利根川橋     |
| 埼玉県道10号春日部松伏線                           | 埼玉県道10号春日部松伏線             | 埼玉県       | 赤沼                        | 赤沼                        |                |
| 東埼玉道路（連絡線）（事業中）                     |                                      | 埼玉県       | 豊野工業団地                | 豊野工業団地                |                |
| 中川                                               | 中川                                 | 埼玉県       | 庄内古川橋                  | 庄内古川橋                  |                |
| 東埼玉道路（一般部）（事業中）                     |                                      | 埼玉県       | 水角                        | 水角                        |                |
| 埼葛広域農道                                       | 埼葛広域農道                         | 埼玉県       | 広域農道                    | 広域農道                    |                |
| 東埼玉道路（専用部）（計画中）                     | 東埼玉道路（専用部）（計画中）       | 埼玉県       | 国道4号IC（仮称）（計画中） | 国道4号IC（仮称）（計画中） |                |
| 春日部3・4・26米島新宿線                           | 春日部3・4・26米島新宿線             | 埼玉県       | 永沼                        | 永沼                        |                |
| 東武野田線                                         | 東武野田線                           | 埼玉県       | 南桜井跨線橋                | 南桜井跨線橋                |                |
| 国道16号（春日部野田バイパス）                     | 国道16号（春日部野田バイパス）       | 埼玉県       | 庄和大凧橋                  | 庄和IC                      |                |
| 埼玉県道321号西金野井春日部線                      | 埼玉県道321号西金野井春日部線        | 埼玉県       | 庄和IC（北）                | 庄和IC（北）                |                |
| 道の駅庄和                                         |                                      | 埼玉県       | 上柳                        | 上柳                        |                |
| 埼玉県道320号西宝珠花春日部線                      | 埼玉県道320号西宝珠花春日部線        | 埼玉県       | 立野（西）                  | 立野（西）                  |                |
| 埼玉県道183号次木杉戸線                            | 埼玉県道183号次木杉戸線              | 埼玉県       | 杉戸町                      | 中椿                        | 中椿           |
| 埼玉県道319号惣新田春日部線                        | 埼玉県道319号惣新田春日部線          | 埼玉県       | 幸手市                      | 一ツ谷                      | 一ツ谷         |
| 埼玉県道383号惣新田幸手線                          | 埼玉県道383号惣新田幸手線            | 埼玉県       | 幸手市                      | 芝原                        | 芝原           |
| 埼玉県道26号境杉戸線                               | 埼玉県道26号境杉戸線                 | 埼玉県       | 幸手市                      | 菱沼                        | 菱沼           |
| 都市計画道路元栗橋江川線                           | 都市計画道路元栗橋江川線             | 茨城県       | 五霞町                      | 江川跨道橋（事業中）        | 工業団地前     |
| C4 首都圏中央連絡自動車道                          | C4 首都圏中央連絡自動車道            | 茨城県       | 五霞町                      | 五霞IC                      | 五霞IC         |
| 都市計画道路江川幸主線                             | 都市計画道路江川幸主線               | 茨城県       | 五霞町                      | 幸主跨道橋（事業中）        |                |
| 道の駅ごか                                         |                                      | 茨城県       | 五霞町                      | 幸主跨道橋（事業中）        |                |
| 茨城県道267号幸手境線                              | 茨城県道267号幸手境線                | 茨城県       | 五霞町                      | 元栗橋跨道橋（事業中）      | 消防署前       |
| 茨城県道268号西関宿栗橋線                          | 茨城県道268号西関宿栗橋線            | 茨城県       | 五霞町                      | 五霞跨道橋                  | 五霞交差点     |
| 利根川                                             | 利根川                               | 茨城県       | 五霞町                      | 新利根川橋                  | 新利根川橋     |
| 利根川                                             | 利根川                               | 茨城県       | 境町                        | 新利根川橋                  | 新利根川橋     |
| 国道354号                                          | 国道354号                            | 茨城県       | 境跨道橋                    | 塚崎                        |                |
| 茨城県道190号境間々田線                            | 茨城県道190号境間々田線              | 茨城県       | 古河市                      | 高野跨道橋（事業中）        | 高野           |
| 国道354号（古河境バイパス）（事業中）              | 都市計画道路水海高野線（計画中）     | 茨城県       | 古河市                      | 高野跨道橋（事業中）        | 高野           |
|                                                    | 都市計画道路中田久能線               | 茨城県       | 古河市                      | 向坪跨道橋                  | 久能           |
| 宮戸川                                             | 宮戸川                               | 茨城県       | 古河市                      | 栄橋                        | 栄橋           |
| 茨城県道56号つくば古河線                           | 茨城県道56号つくば古河線             | 茨城県       | 古河市                      | 柳橋跨道橋                  | 柳橋           |
| 筑西幹線道路（事業中）                             | 筑西幹線道路（事業中）               | 茨城県       | 古河市                      | 柳橋（北）                  | 柳橋（北）     |
| 都市計画道路大和田仁連線                           | 都市計画道路西牛谷大和田線           | 茨城県       | 古河市                      | 大和田跨道橋                | 大和田         |
| 道の駅まくらがの里こが                             |                                      | 茨城県       | 古河市                      |                             |                |
| 国道125号                                          | 国道125号                            | 茨城県       | 古河市                      | 三和跨道橋                  | 上大野（東）   |
| 茨城県道124号新宿新田総和線                        | 茨城県道124号新宿新田総和線          | 茨城県       | 古河市                      | 新田跨道橋                  | 上片田（西）   |
| 栃木県道54号明野間々田線                           | 栃木県道54号明野間々田線             | 栃木県       | 小山市                      | 東野田跨道橋                | 東野田         |
| 栃木県道191号大戦防小山線                          | 栃木県道191号大戦防小山線            | 栃木県       | 小山市                      | 塚崎跨道橋（アンダーパス）  | 塚崎           |
| 栃木県道292号矢畑横倉新田線                        | 栃木県道292号矢畑横倉新田線          | 栃木県       | 小山市                      | 横倉                        | 横倉           |
| 県道292号矢畑横倉新田線（バイパス）                | 都市計画道路小山南通り               | 栃木県       | 小山市                      | 横倉北                      | 横倉北         |
| 西仁連川                                           | 西仁連川                             | 栃木県       | 小山市                      | 横倉橋                      | 横倉橋         |
| 西仁連川                                           | 西仁連川                             | 茨城県       | 結城市                      | 横倉橋                      | 横倉橋         |
| 国道50号                                           | 国道50号                             | 茨城県       | 結城市                      | 結城跨道橋                  | 小田林（西）   |
| JR水戸線                                           | JR水戸線                             | 茨城県       | 結城市                      | 小田林跨線橋                | 小田林跨線橋   |
| 茨城県道264号小山結城線                            | 茨城県道264号小山結城線              | 茨城県       | 結城市                      | 小田林跨道橋                | 小田林（北）   |
| 結城方面                                           | 都市計画道路喜沢中久喜線             | 栃木県       | 小山市                      | 上野原跨道橋                | 向野           |
| 栃木県道214号福良羽川線                            | 栃木県道214号福良羽川線              | 栃木県       | 小山市                      | 鉢形第1跨道橋               | 出井           |
| 栃木県道147号小金井結城線                          | 栃木県道147号小金井結城線            | 栃木県       | 小山市                      | 鉢形第2跨道橋               | 鉢形           |
| 延島方面                                           | 羽川方面                             | 栃木県       | 小山市                      | 鉢形第2跨道橋               | 鉢形北         |
| 栃木県道44号栃木二宮線                             | 栃木県道44号栃木二宮線               | 栃木県       | 下野市                      | 坪山高架橋                  | 下坪山         |
| 県道44号栃木二宮線                                 | 都市計画道路小金井仁良川線           | 栃木県       | 下野市                      | 坪山高架橋                  | 下坪山北       |
| 栃木県道146号結城石橋線                            | 栃木県道146号結城石橋線              | 栃木県       | 下野市                      | 薬師寺第1跨道橋             | 薬師寺南       |
| 栃木県道310号下野二宮線                            | 栃木県道310号下野二宮線              | 栃木県       | 下野市                      | 薬師寺第2跨道橋             | 薬師寺         |
| 道の駅しもつけ                                     |                                      | 栃木県       | 下野市                      | 薬師寺第2跨道橋             | 薬師寺         |
|                                                    | 薬師寺方面                           | 栃木県       | 下野市                      | 田川橋                      | 田川橋         |
| 田川                                               |                                      | 栃木県       | 下野市                      | 田川橋                      | 田川橋         |
| 上三川町                                           |                                      | 栃木県       |                             | 田川橋                      | 田川橋         |
| 栃木県道47号真岡上三川線                           | 国道352号                            | 栃木県       | 下蒲生第1跨道橋             | 上三川                      |                |
| 上三川町道3-209号                                  | 上三川町道3-209号                    | 栃木県       | 下蒲生第2跨道橋             |                             |                |
| 都市計画道路殿山通り                               | 栃木県道71号羽生田上蒲生線           | 栃木県       | 上蒲生中                    | 上蒲生中                    |                |
| 栃木県道35号宇都宮結城線                           | 栃木県道35号宇都宮結城線             | 栃木県       | 上蒲生高架橋                | 上蒲生                      |                |
| 栃木県道193号雀宮真岡線                            | 栃木県道193号雀宮真岡線              | 栃木県       | 磯岡跨道橋                  | 磯岡                        |                |
| E50 北関東自動車道                                 | E50 北関東自動車道                   | 栃木県       | 宇都宮上三川IC              | 宇都宮上三川IC              |                |
| 栃木県道320号二宮宇都宮線                          | 栃木県道320号二宮宇都宮線            | 栃木県       | 宇都宮市                    | 砂田高架橋                  |                |
| 国道121号（宇都宮環状道路）                        | 国道121号（瑞穂野バイパス）          | 栃木県       | 宇都宮市                    | 砂田高架橋                  | 瑞穂野南       |
| 瑞穂野団地方面                                     | 宇都宮市街方面                       | 栃木県       | 宇都宮市                    | 瑞穂野跨道橋                | 瑞穂野団地入口 |
| 栃木県道46号宇都宮真岡線                           | 栃木県道46号宇都宮真岡線             | 栃木県       | 宇都宮市                    | 下栗跨道橋                  | 下栗           |
| 宇都宮市道352号                                    | 宇都宮市道352号                      | 栃木県       | 宇都宮市                    | 問屋町跨道橋                | 問屋町         |
| 久部街道                                           | 久部街道                             | 栃木県       | 宇都宮市                    | 久部高架橋                  | 久部           |
| 国道123号                                          | 国道123号                            | 栃木県       | 宇都宮市                    | 石井高架橋                  | 石井           |
| 栃木県道64号宇都宮向田線                           | 栃木県道64号宇都宮向田線             | 栃木県       | 宇都宮市                    | とちの実橋（平出第1跨道橋） | 平出           |
| 県道64号宇都宮向田線（宇都宮テクノ街道）           | 都市計画道路桜通り平出線（平出街道） | 栃木県       | 宇都宮市                    | 平出第2跨道橋               | 寺内           |
| 国道4号 福島方面                                   | 国道4号 宇都宮市街方面               | 栃木県       | 宇都宮市                    | 御幸ヶ原立体                | 平出工業団地   |
| 国道119号 宇都宮環状道路 日光・E4 東北自動車道方面 |                                      |              |                             |                             |                |